# Iwan Kapitaniec
Iwan Matwiejewicz Kapitaniec, ros. Ива́н Матве́евич Капита́нец (ur. 10 stycznia 1928 w Niekludowce, zm. 25 września 2018 w Moskwie) – radziecki dowódca wojskowy, admirał floty.
Przez wiele lat pełnił służbę na niszczycielach Floty Oceanu Spokojnego. W latach 1981–1985 dowodził Flotą Bałtycką, a następnie Flotą Północną (do 1988). Do 1992 był zastępcą dowódcy Marynarki Wojennej.
Na stopień admirała floty mianowany 4 listopada 1988. Pochowany na Cmentarzu Trojekurowskim w Moskwie.